# جيمس إيرفاين (شخصية أعمال)
جيمس إيرفاين هو شخصية أعمال كندي، ولد في 1766، وتوفي في 27 سبتمبر 1829.